# Robert Gentleman
Robert Gentleman est un statisticien et développeur canadien. Il est avec Ross Ihaka  à l'origine du projet R, un langage de programmation dédié aux statistiques. Il anime aussi le projet Bioconductor, un ensemble de librairies R dédiées à la biologie et à l'analyse du génome.